# Флаг Варненского района
Флаг Варненского муниципального района — официальный символ Варненского муниципального района Челябинской области Российской Федерации.
Флаг утверждён 16 июля 2003 года как флаг муниципального образования «Варненский район» и внесён в Государственный геральдический регистр Российской Федерации с присвоением регистрационного номера 1261.

## Описание
«Флаг Варненского района представляет собой прямоугольное зелёное полотнище с соотношением ширины к длине 2:3, воспроизводящее в центре жёлтые фигуры из гербовой композиции: кольцо, составленное из колосьев, обращённых от центра и заполненное пурпуром, внутри кольца — открытые ворота с просветом и островерхой башней; поверх нижнего края кольца на постаменте — обернувшийся со сложенными крыльями орёл».

## Обоснование символики
Главной фигурой флага Варненского района является жёлтое кольцо из колосьев — очень многогранный символ:
— кольцо — символ вечности единства, цельности, убеждённости;
— колосья, собранные в кольцо аллегорически показывают, что большую часть территории района занимают сельскохозяйственные угодья, а жители района, объединённые в единое целое (кольцо), трудятся в аграрном секторе экономики: выращивают пшеницу, рожь, гречиху, подсолнечник; разводят крупный рогатый скот, птицу, пушнину; занимаются пчеловодством.
Кольцо из колосьев — символ почёта и уважения — показывает широкий спектр качеств жителей района: духовную чистоту, мудрость, честность, трудолюбие.
В композицию флага включена башня — редкий памятник эпохи монгольской империи — мавзолей Кесене, датируемый XIV веком, как дань памяти истории своего родного края.
Орёл (беркут) символизирует храбрость, веру, победу, величие и власть; его поза — обернувшийся со сложенными крыльями на постаменте — аллегорически указывает на пройденный путь.
Жёлтый цвет (золото) — символ высшей ценности, величия, прочности, силы, великодушия.
Пурпурный цвет — символ достоинства, радости, изобилия.
Зелёное поле флага дополняет символику района, красоту природы и её величие.
Зелёный цвет — символ весны, радости, надежды, жизни, природы, а также символ здоровья.

## См. также

Флаги муниципальных образований Варненского муниципального района
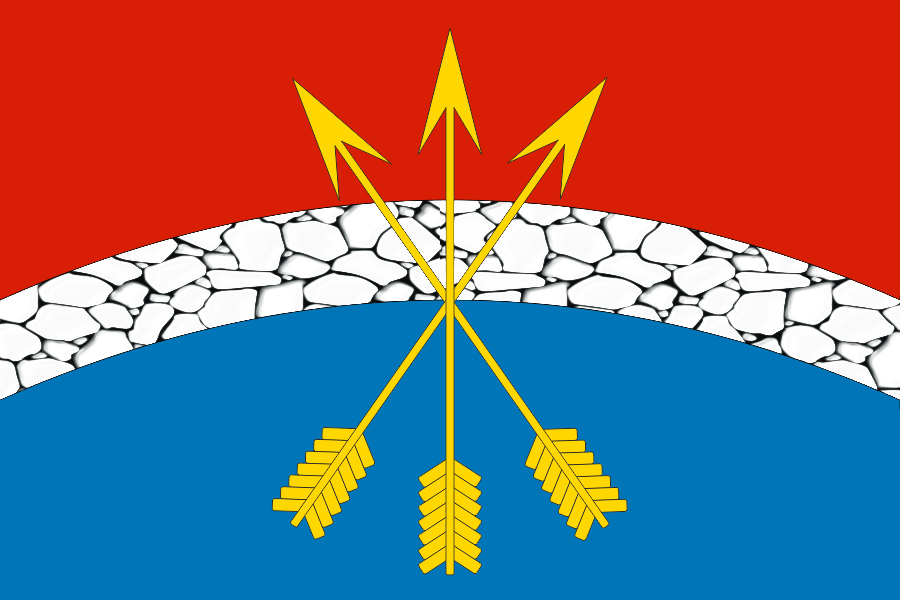
Флаг Катенинского сельского поселения